# Сальвини, Томмазо
Томмазо Сальвини (итал. Tommaso Salvini; 1 января 1829[…], Милан — 31 декабря 1915, Флоренция) — великий итальянский актёр так называемой «школы переживания».

## Биография

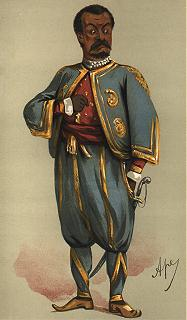
Сальвини в роли Отелло (1875).

Родился в актёрской семье. В 1842 году, в возрасте четырнадцати лет, дебютировал на профессиональной сцене в роли Пасквино в «Любопытных женщинах» Гольдони, заменив заболевшего актёра. В 1843 году поступил в труппу Густаво Модены, где играл в течение сезона, затем подписал контракт с труппой в Неаполе на первые и вторые роли любовников. С 1847 года в труппе с А. Ристори. В партнерстве с ней добился первого успеха в заглавной роли в трагедии В. Альфьери «Орест» (Театр Валле, Рим). С 1860-х годов возглавлял собственные труппы. С 1869 года гастролировал в Европе, Южной и Северной Америке. В 1880, 1882, 1885, 1900—1901 годах приезжал в Россию (последний раз — по приглашению князя С. М. Волконского, бывшего в те годы директором Императорских театров). В 1903 году ушёл со сцены. Был участником национально-освободительного движения в Италии — Рисорджименто.
Мировую славу Сальвини принесло исполнение заглавных ролей в великих трагедиях У. Шекспира — «Отелло», «Гамлет», «Макбет», «Король Лир». В написанных специально для него пьесах «Гражданская смерть» Паоло Джакометти и «Самсон» Ипполито Д’Асте с блеском исполнял роли Коррадо и Самсона. Играл также роли Паоло (в «Франческе да Римини» Сильвио Пеликко), Эгисто и Саула (в «Меропе» и «Сауле» В. Альфьери), Эдипа в одноимённой трагедии Джузеппе Николини, Оросмана в «Заире» Вольтера. Искусство Томмазо Сальвини считается высшим достижением итальянского и, более того, всего западноевропейского театра XIX века. Романтическую приподнятость, страстность и героический пафос, характерные для школы Густаво Модены, Сальвини сочетал с глубоким психологизмом, собственно, его искусству был присущ скорее реализм. Неудивительно поэтому, что Сальвини высоко оценил К. С. Станиславский. Сальвини — автор мемуаров и теоретических статей, в которых отстаивал необходимость переживания чувств изображаемого персонажа, осуждая, однако, распространившийся в то время сценический натурализм.

## Сочинения
- Ricordi, aneddoti ed impressioni… — Милан, 1895.
- Несколько мыслей о сценическом искусстве // Артист. № 14.
- Листки из автобиографии // Артист. № 35—37.
- Из мемуаров Томмазо Сальвини // Театр. 1955. № 9, 10.

## В массовой культуре

### В литературе
- Как персонаж «великий итальянский трагик Сальвини Томазо» упомянут в «Рассказе Антона Ильича Раевского о том, как в 1910 году приезжал на гастроли в Одессу» у Александра Галича в произведении Блошиный рынок.